# دیگو سوسا (بازیکن فوتبال، زاده ۱۹۹۱)
دیگو سوسا (انگلیسی: Diego Sosa؛ زادهٔ ۲۴ اکتبر ۱۹۹۱) بازیکن فوتبال است.
از باشگاه‌هایی که در آن بازی کرده‌است می‌توان به باشگاه فوتبال گودوی کروز اشاره کرد.